# کراتوفو
شهر کراتوفو (به مقدونی: Кратово) با جمعیت ۱۰٫۴۴۱ نفر  در استان شمال شرقی کشور جمهوری مقدونیه واقع شده‌است.

## نگارخانه

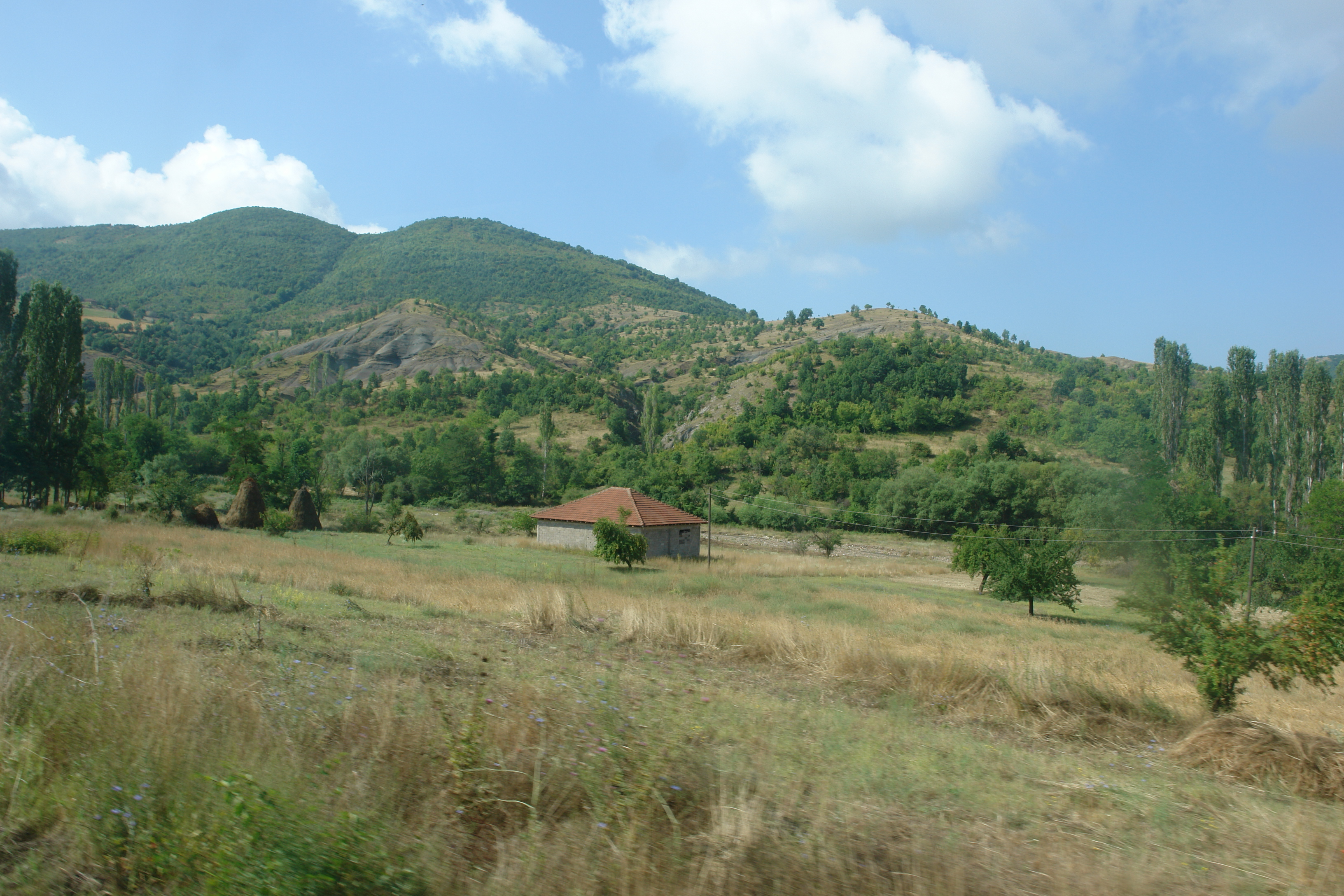
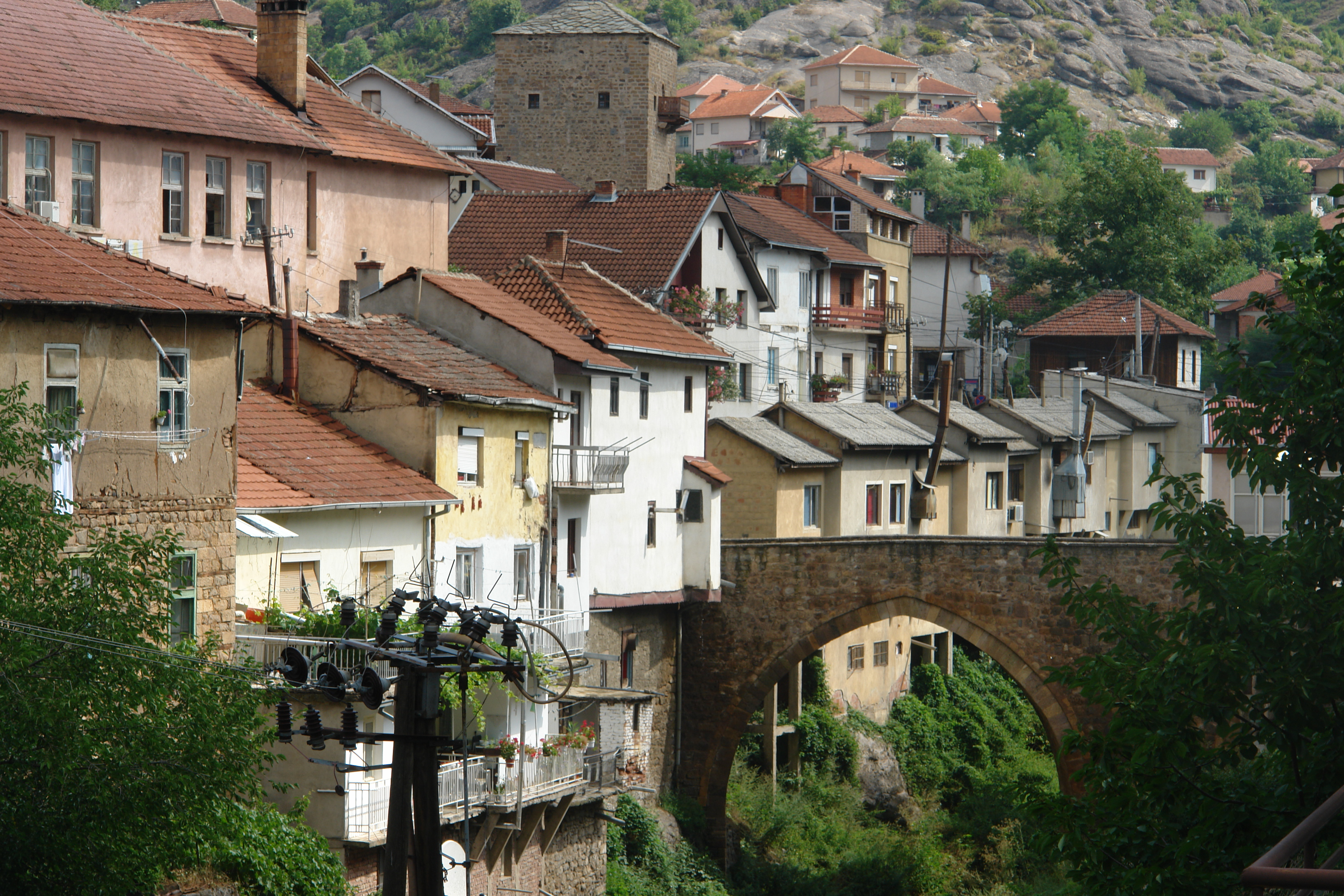
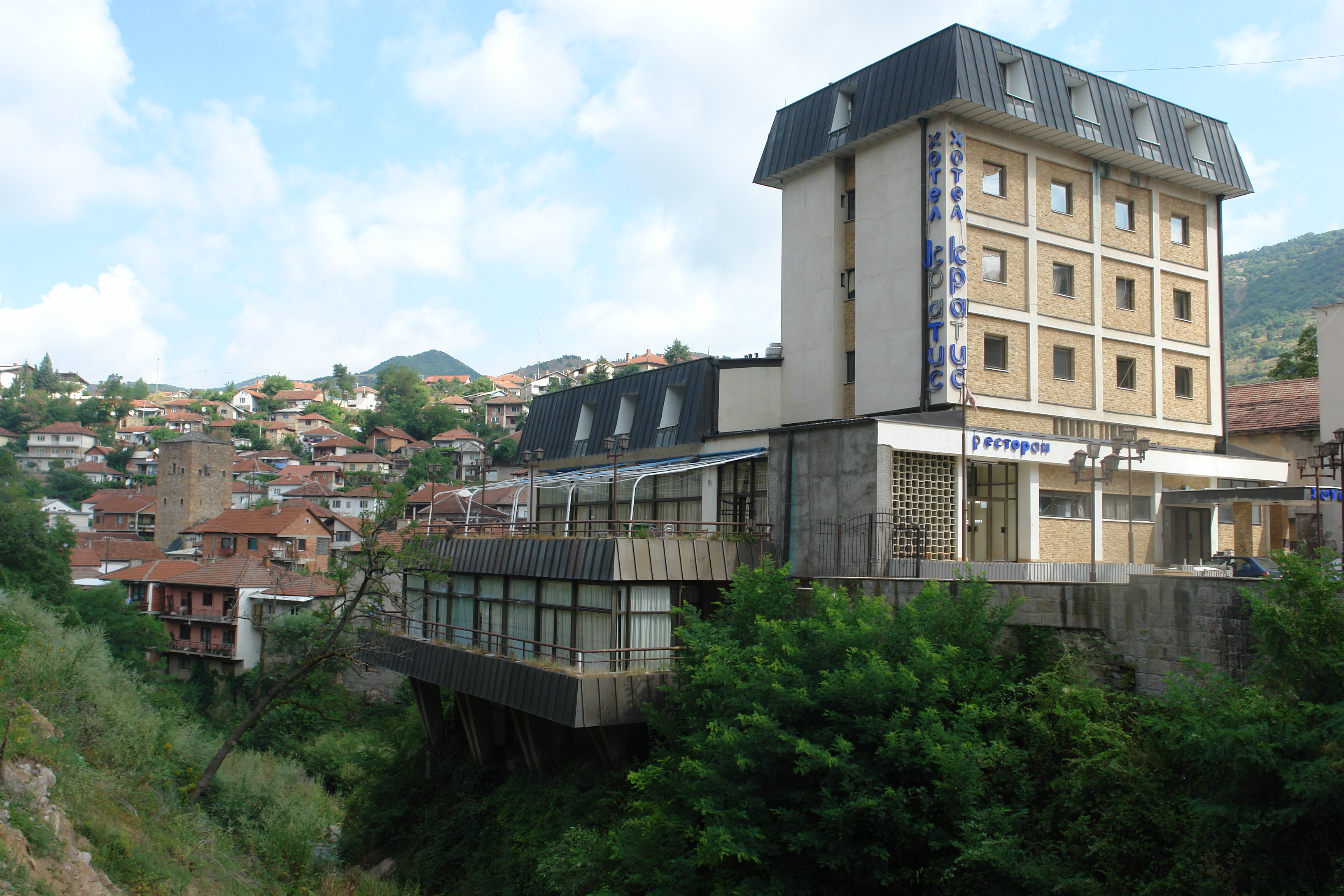
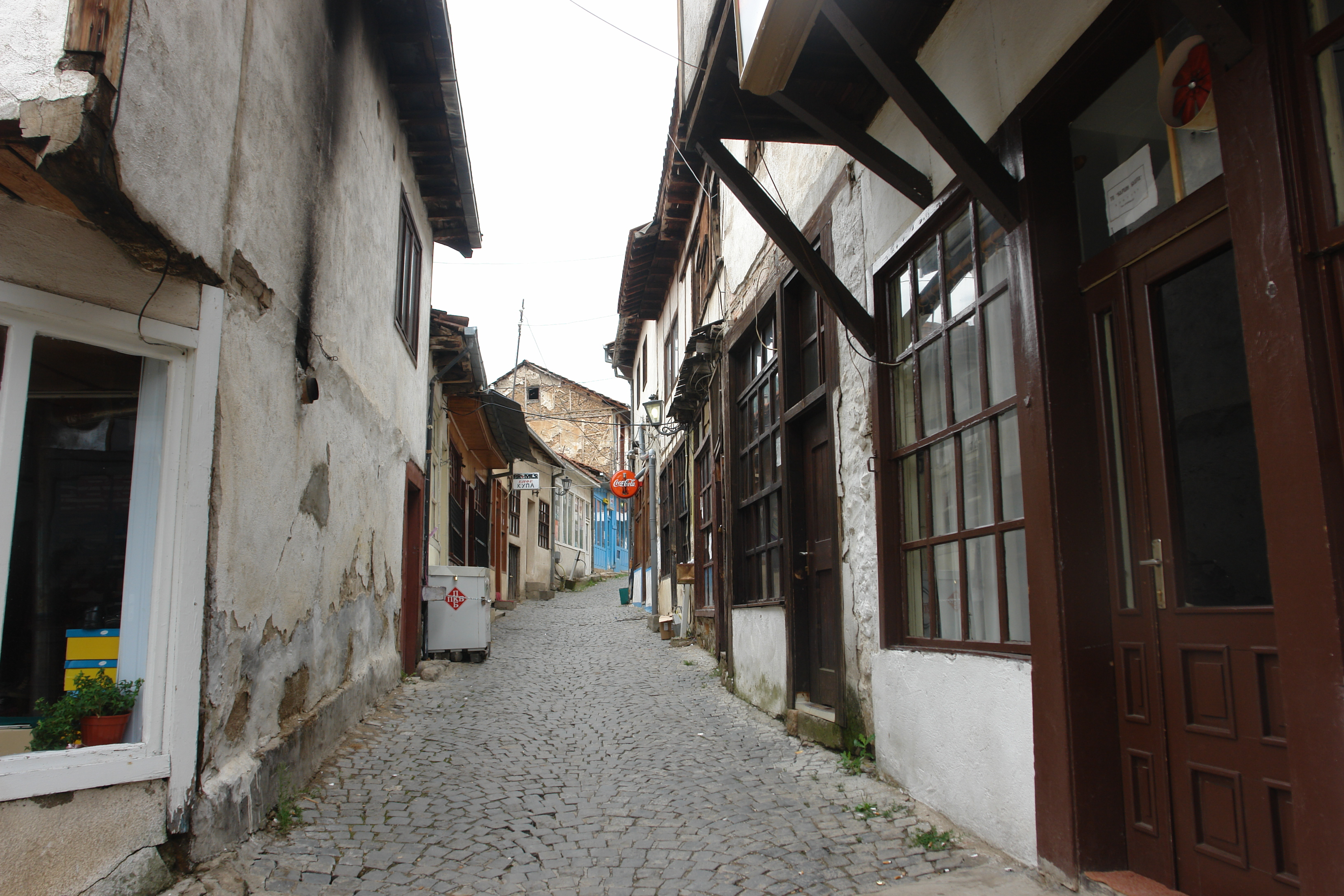
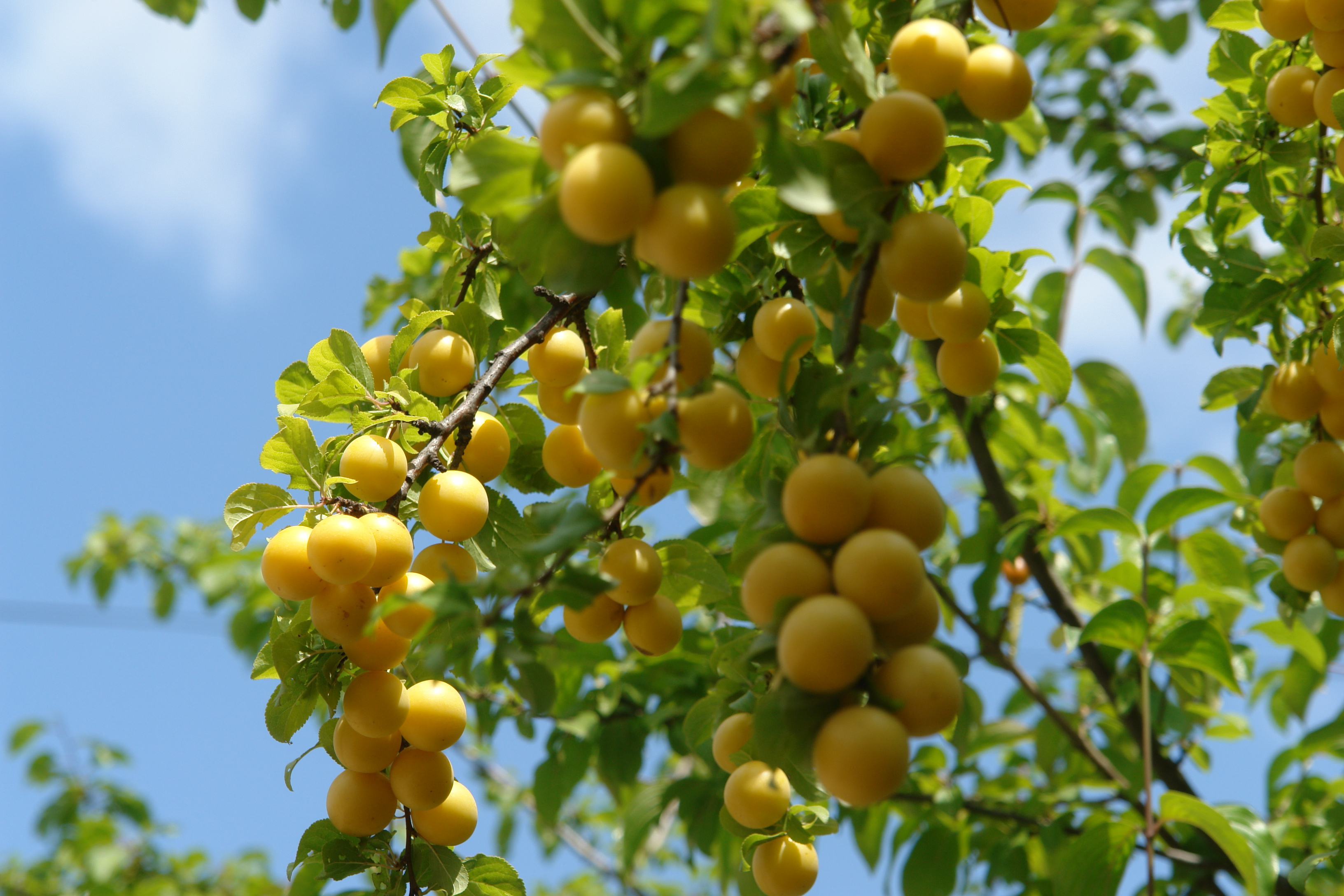
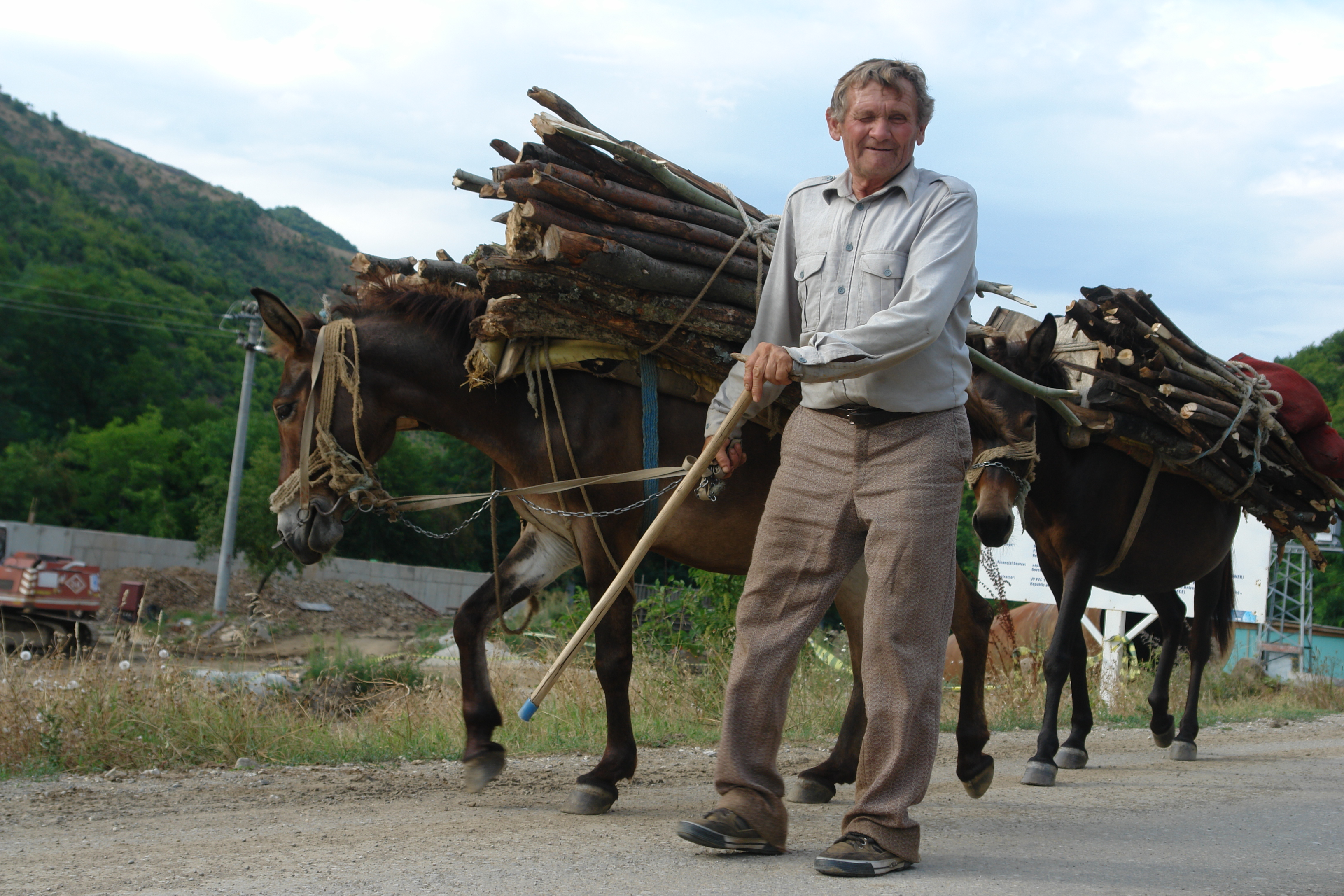
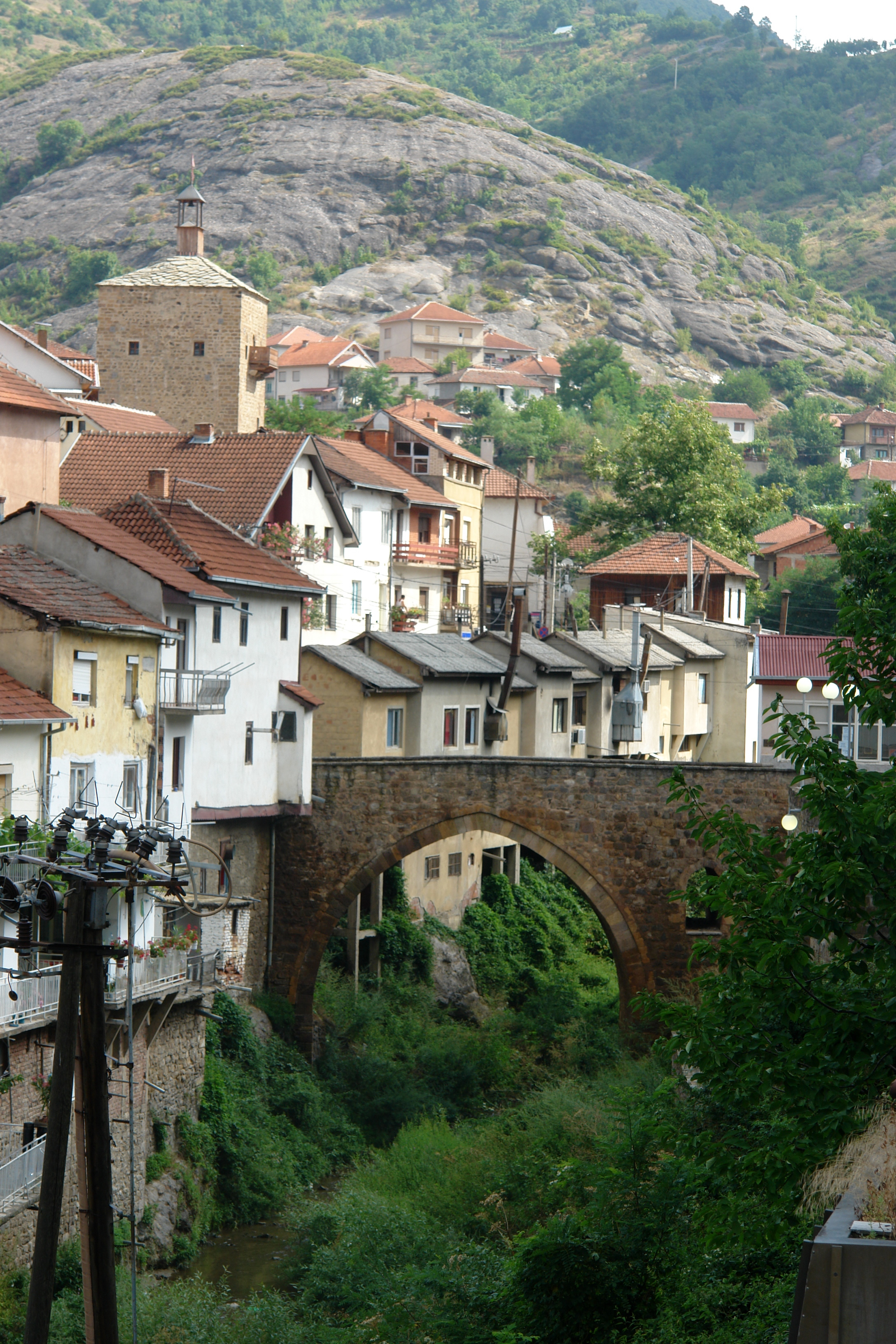
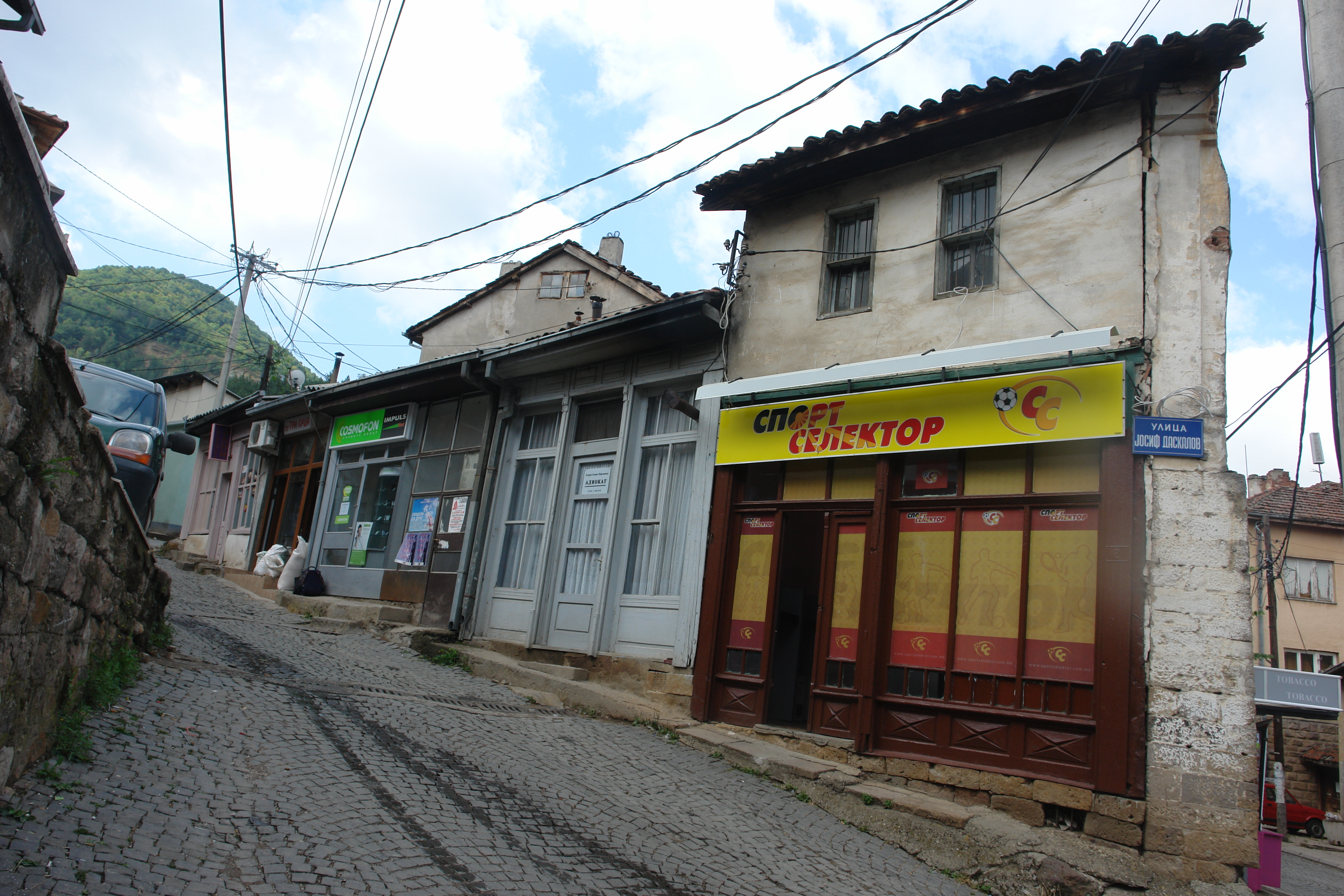
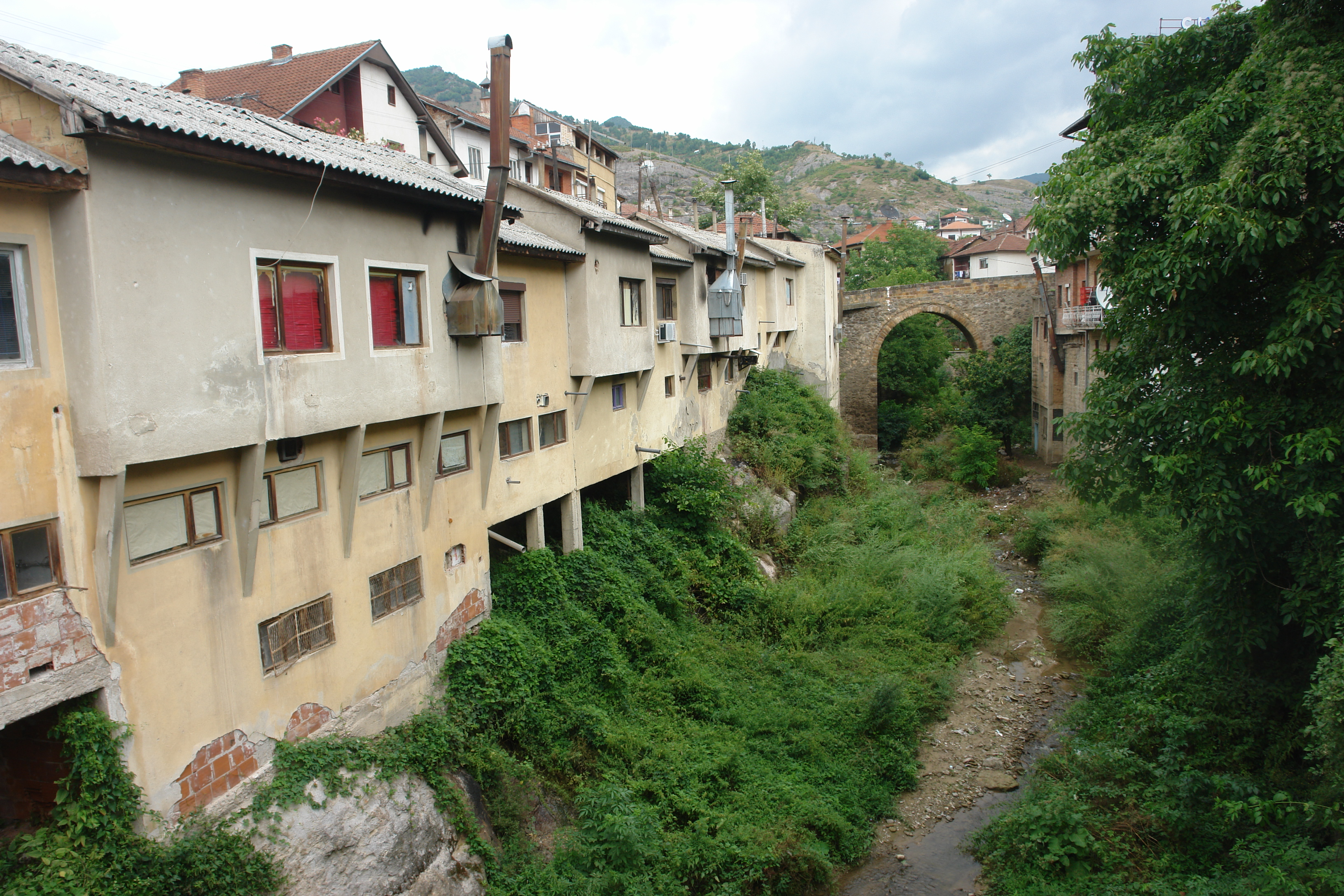
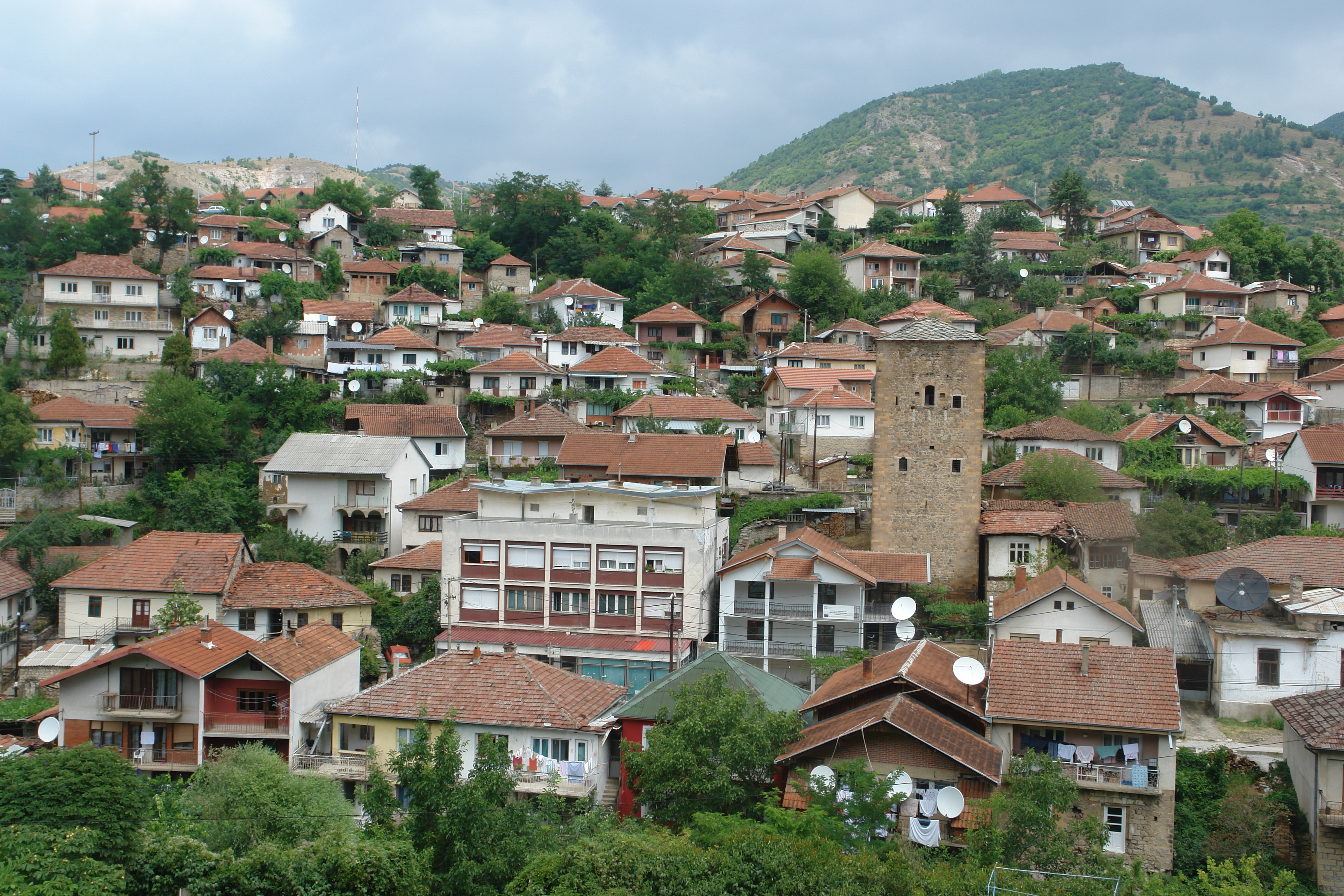
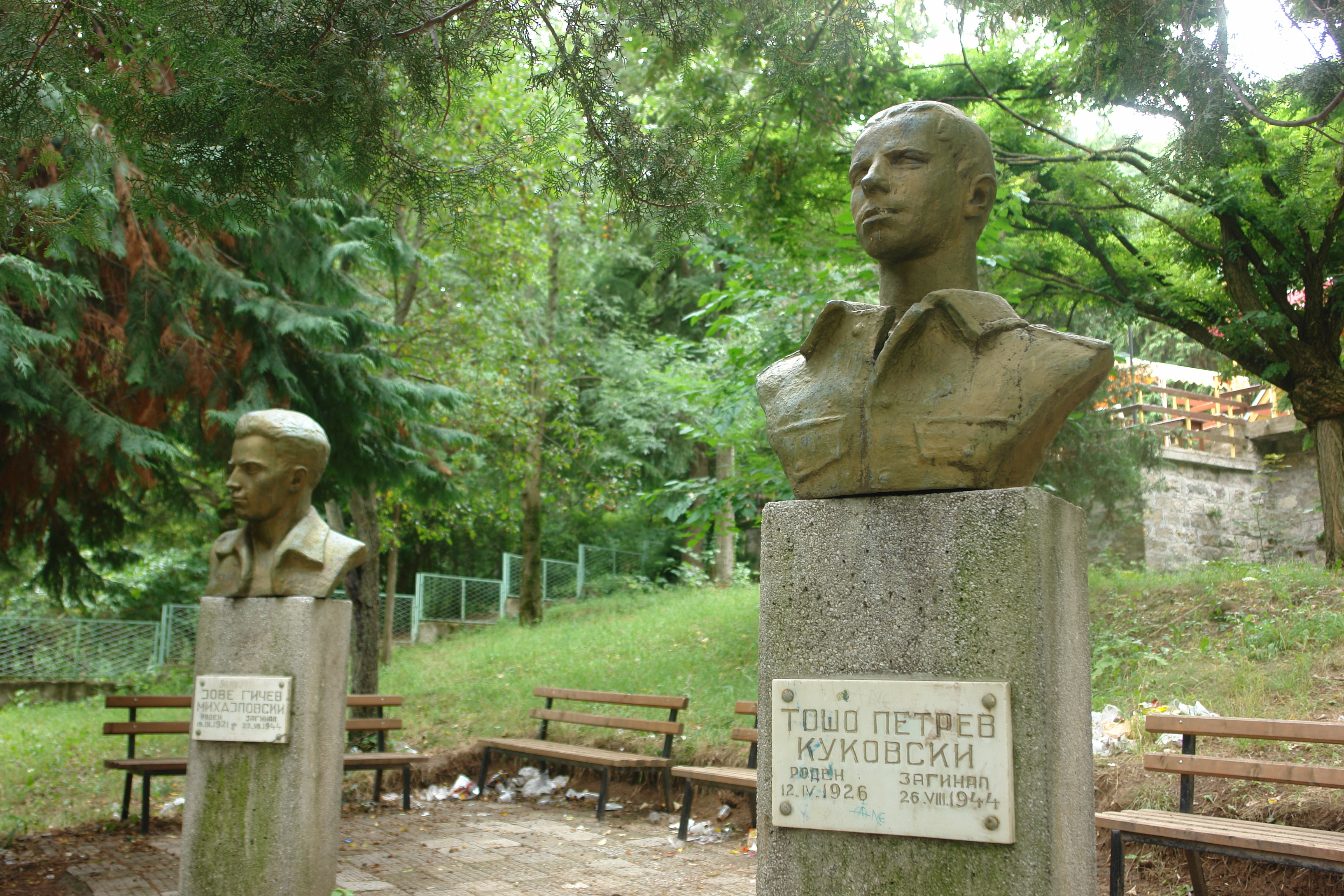
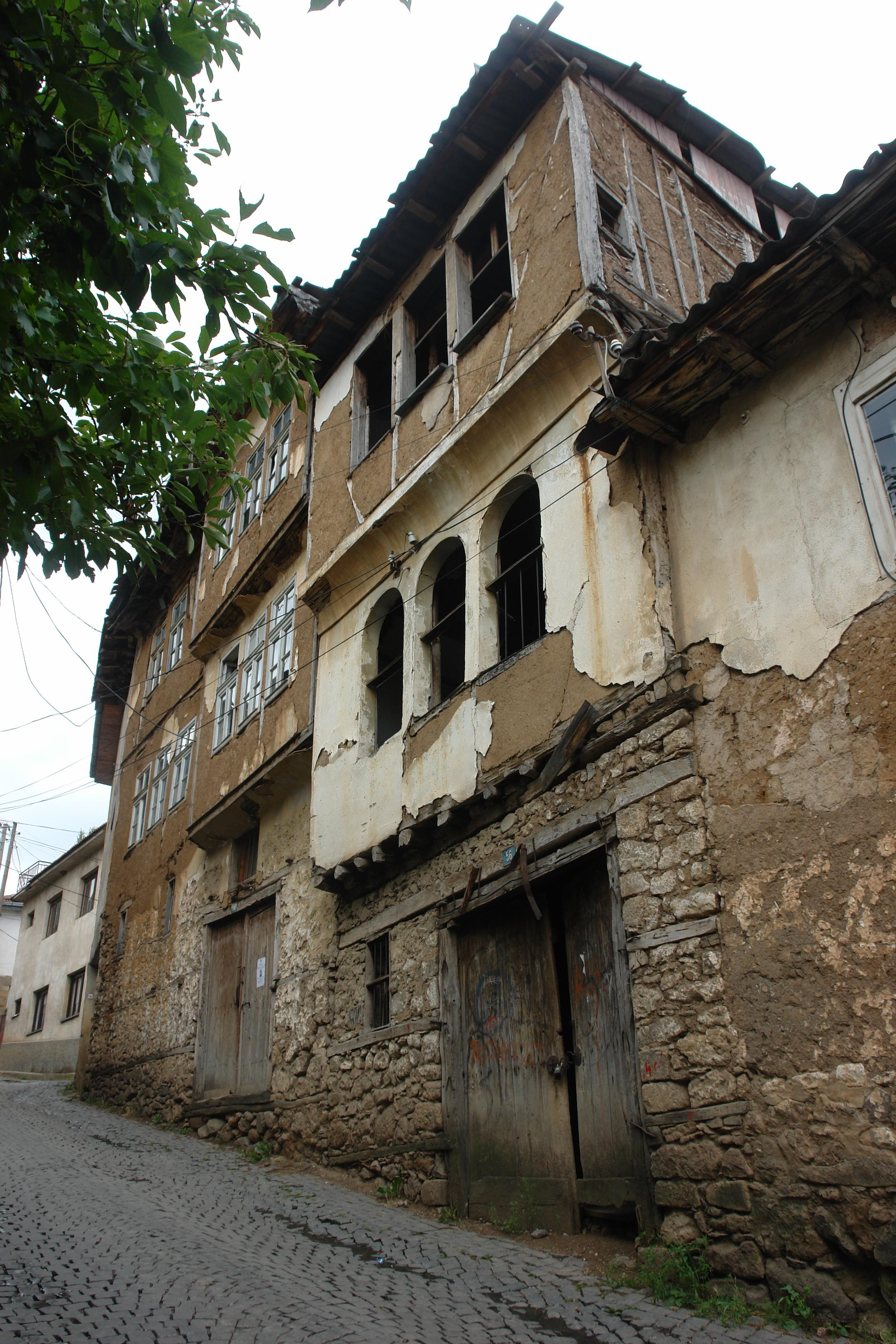
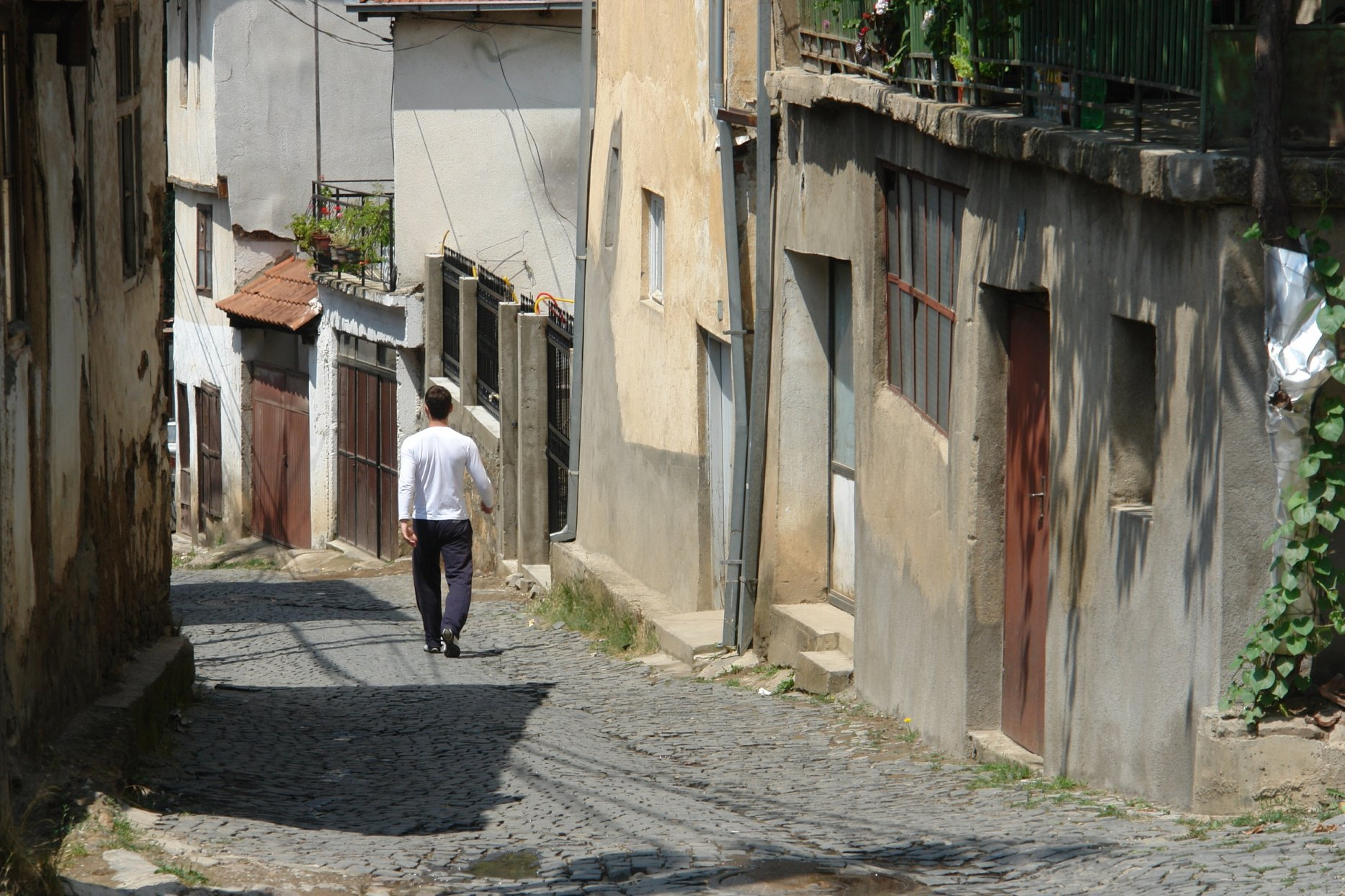
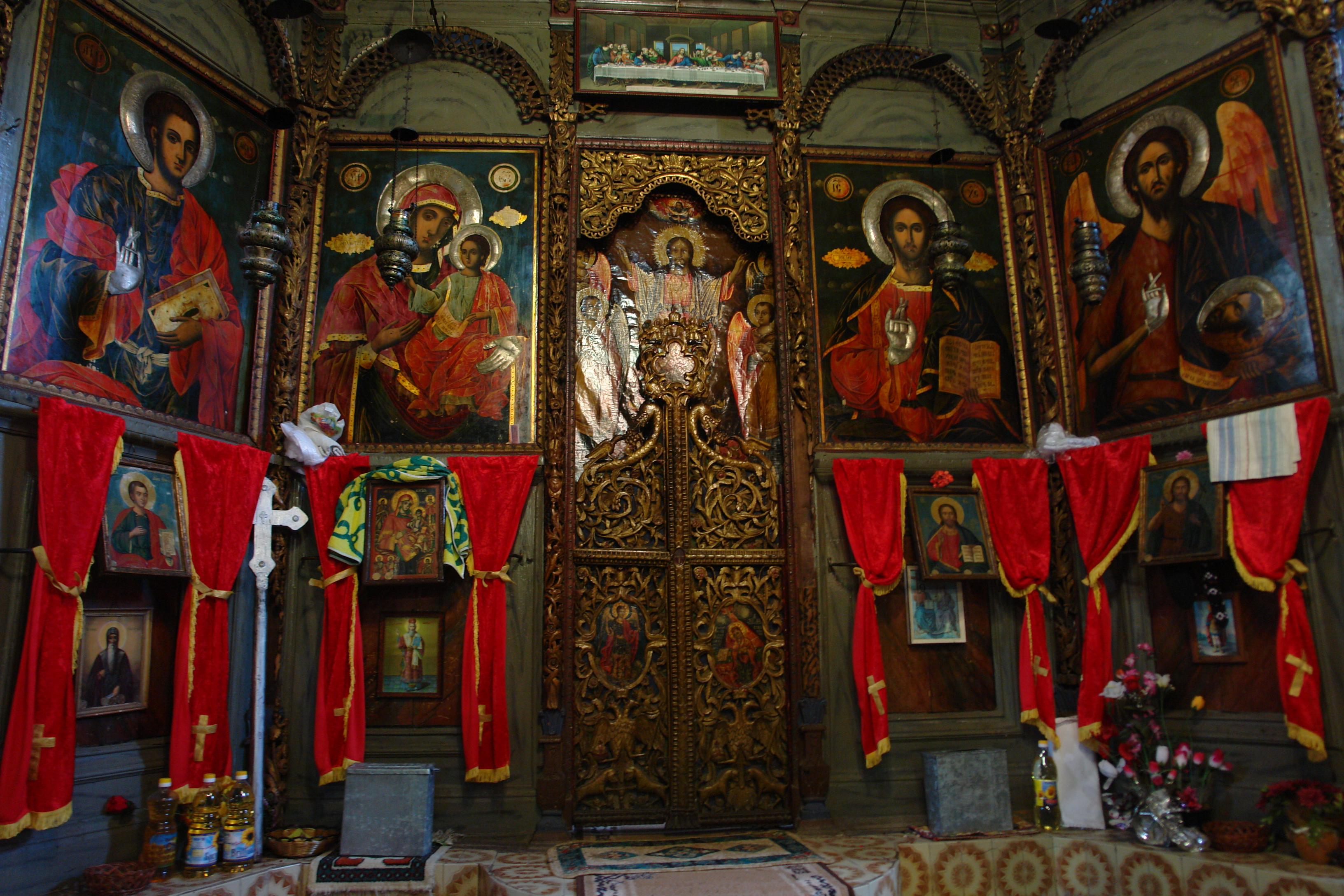
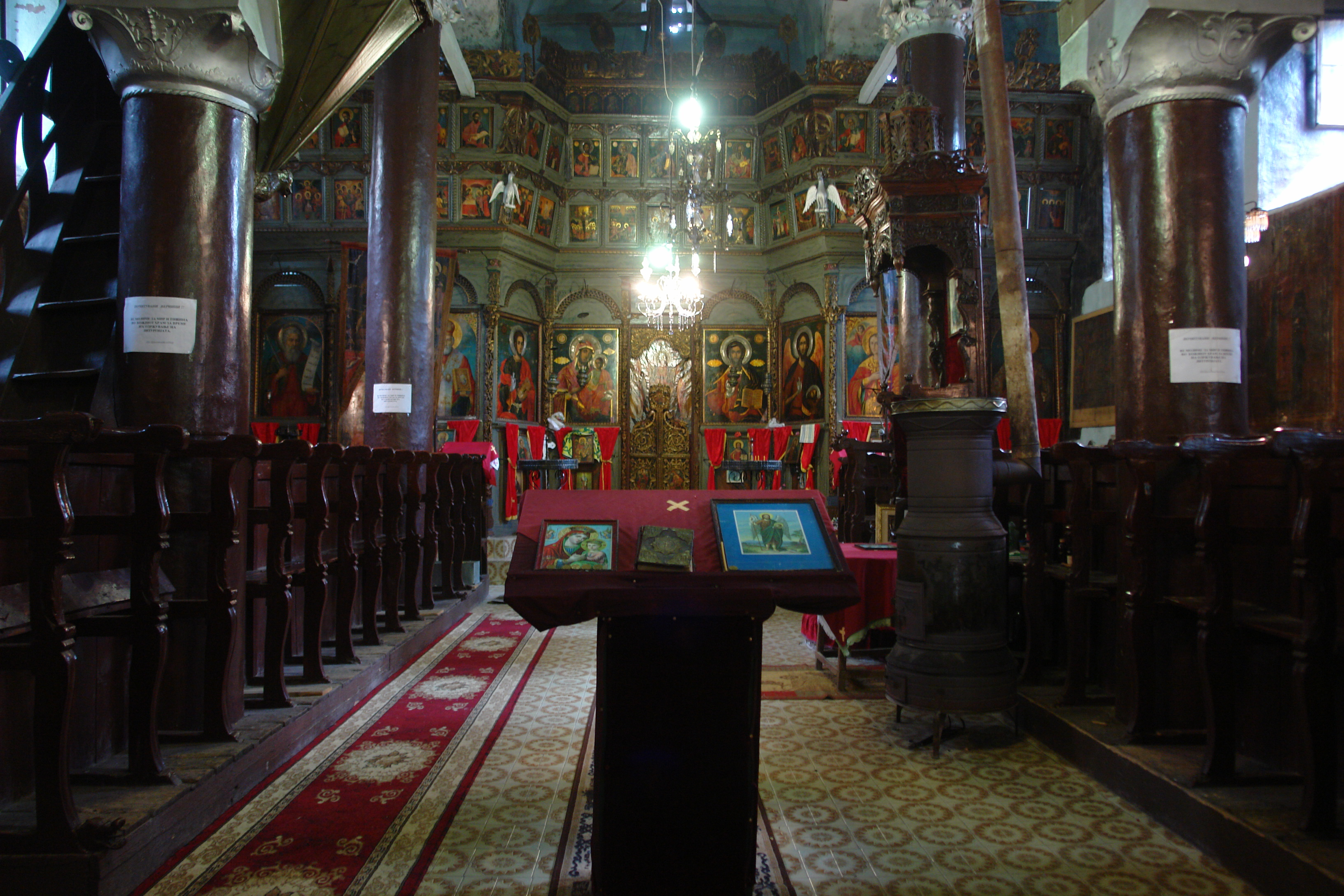
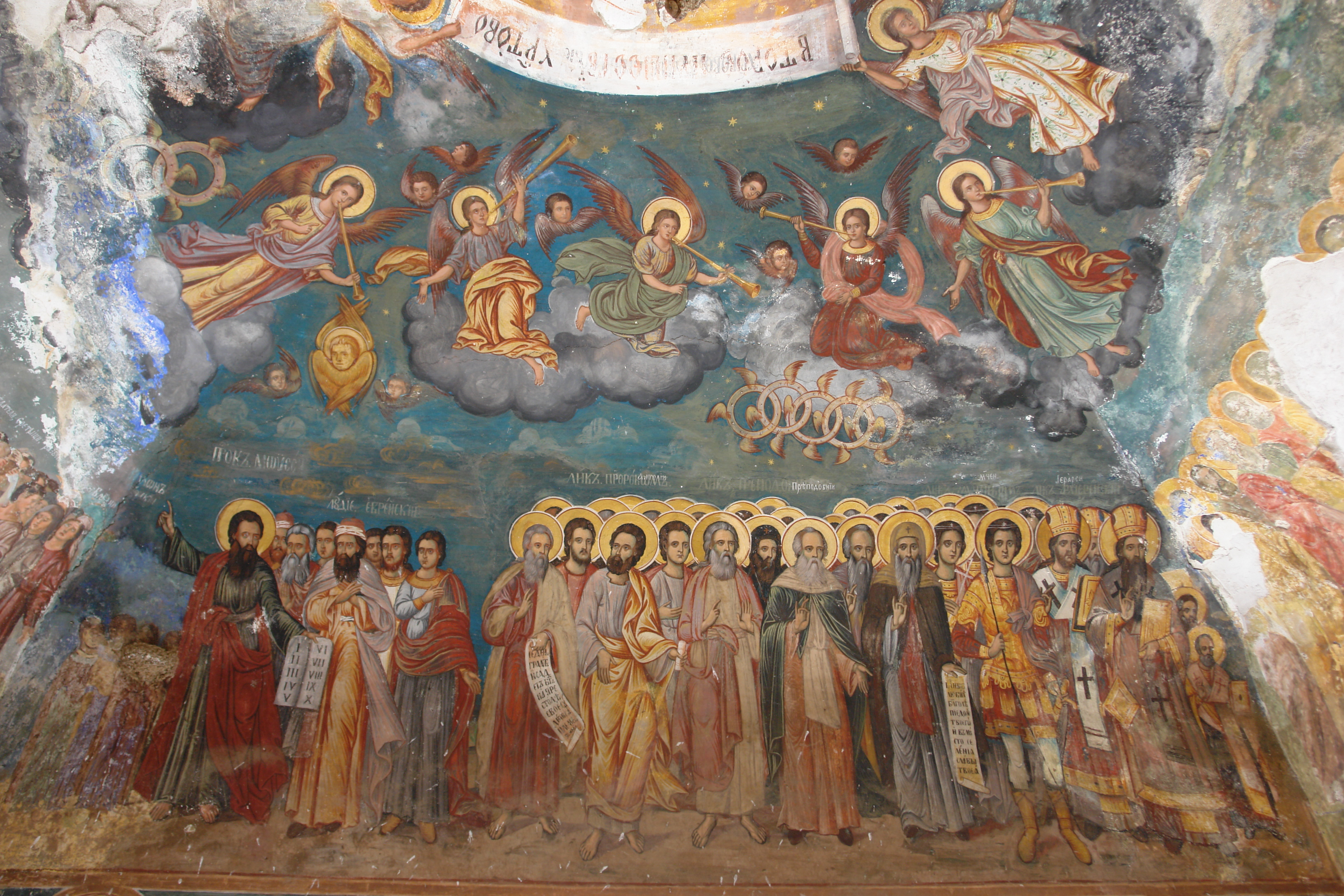
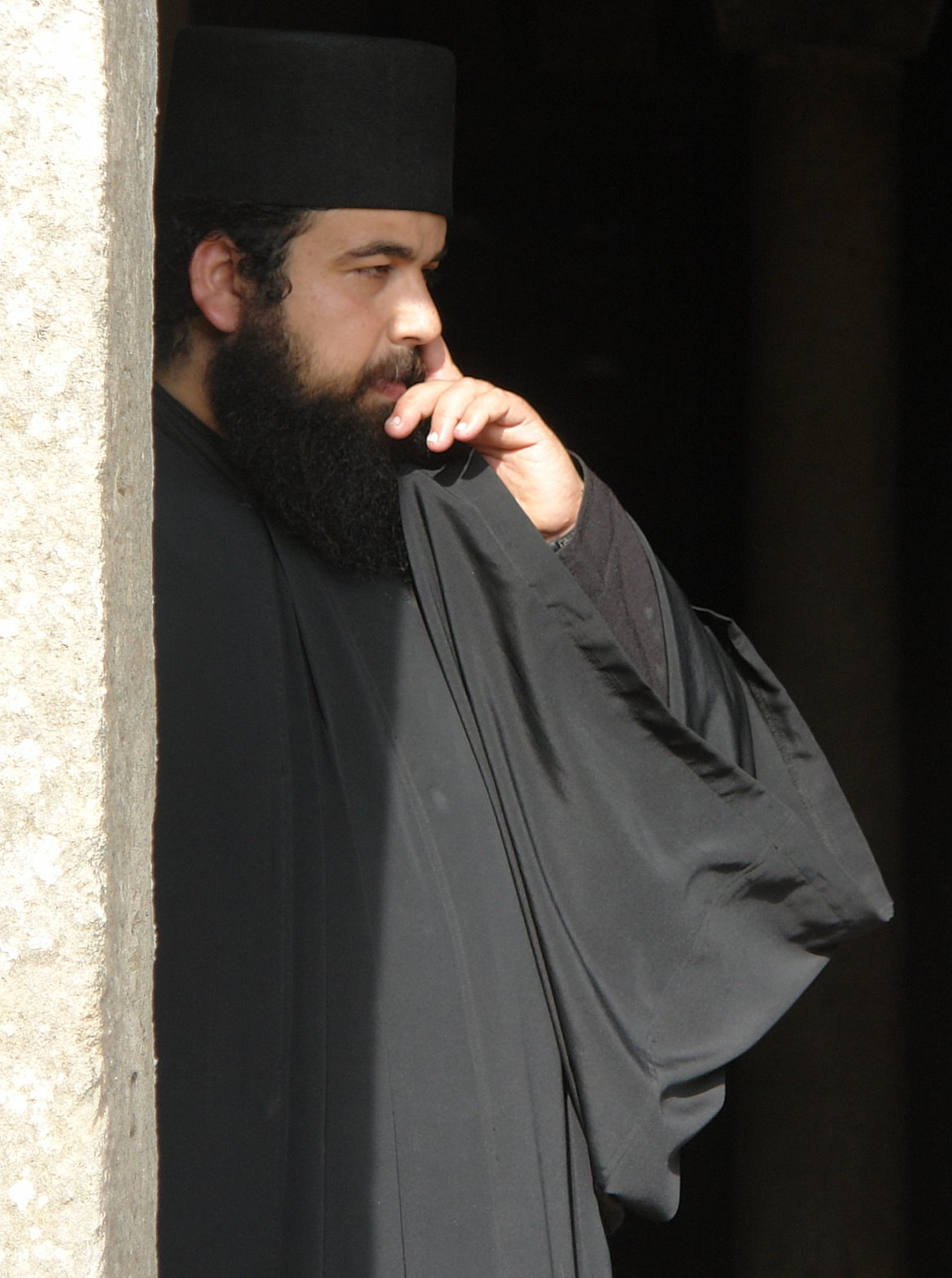
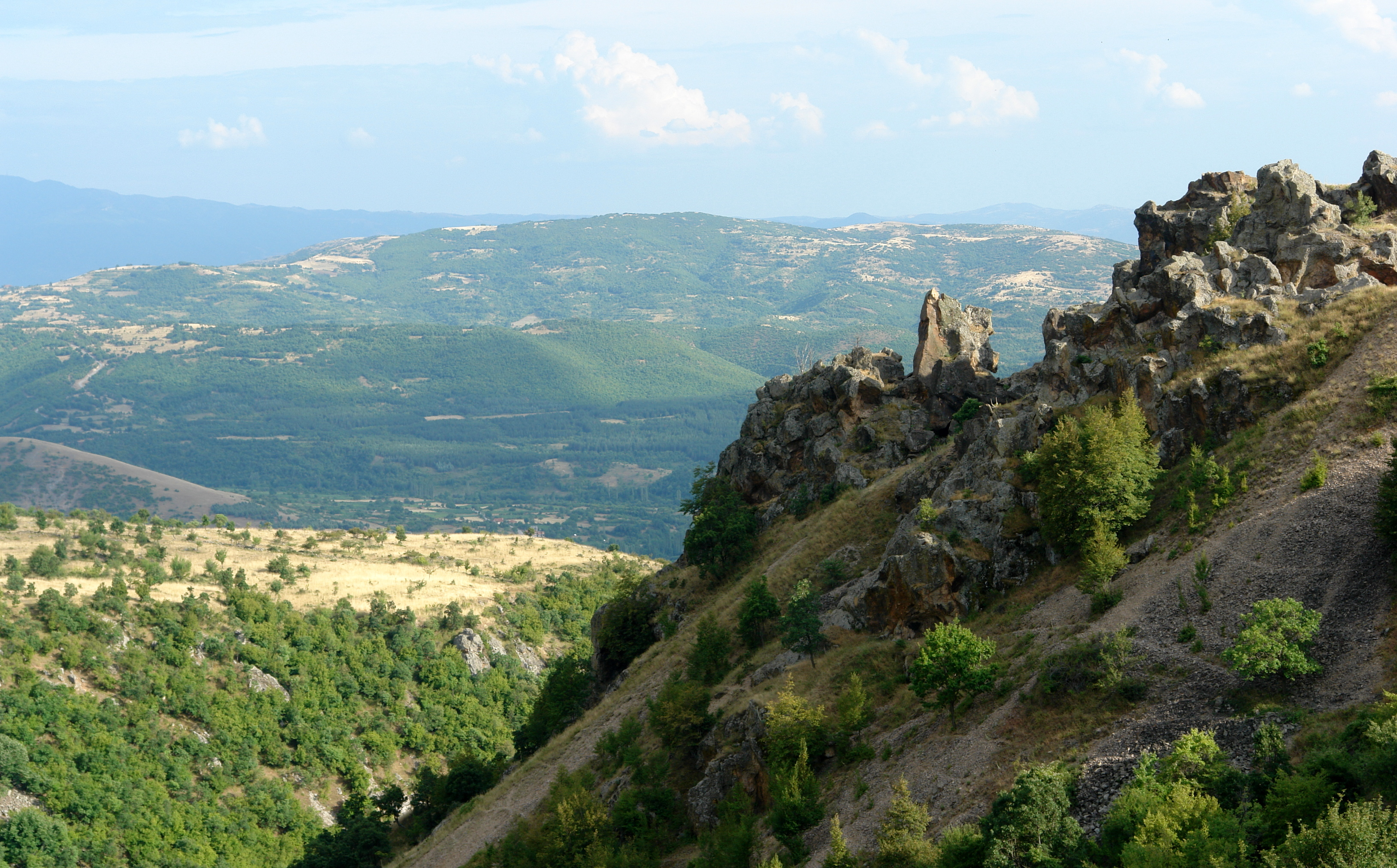
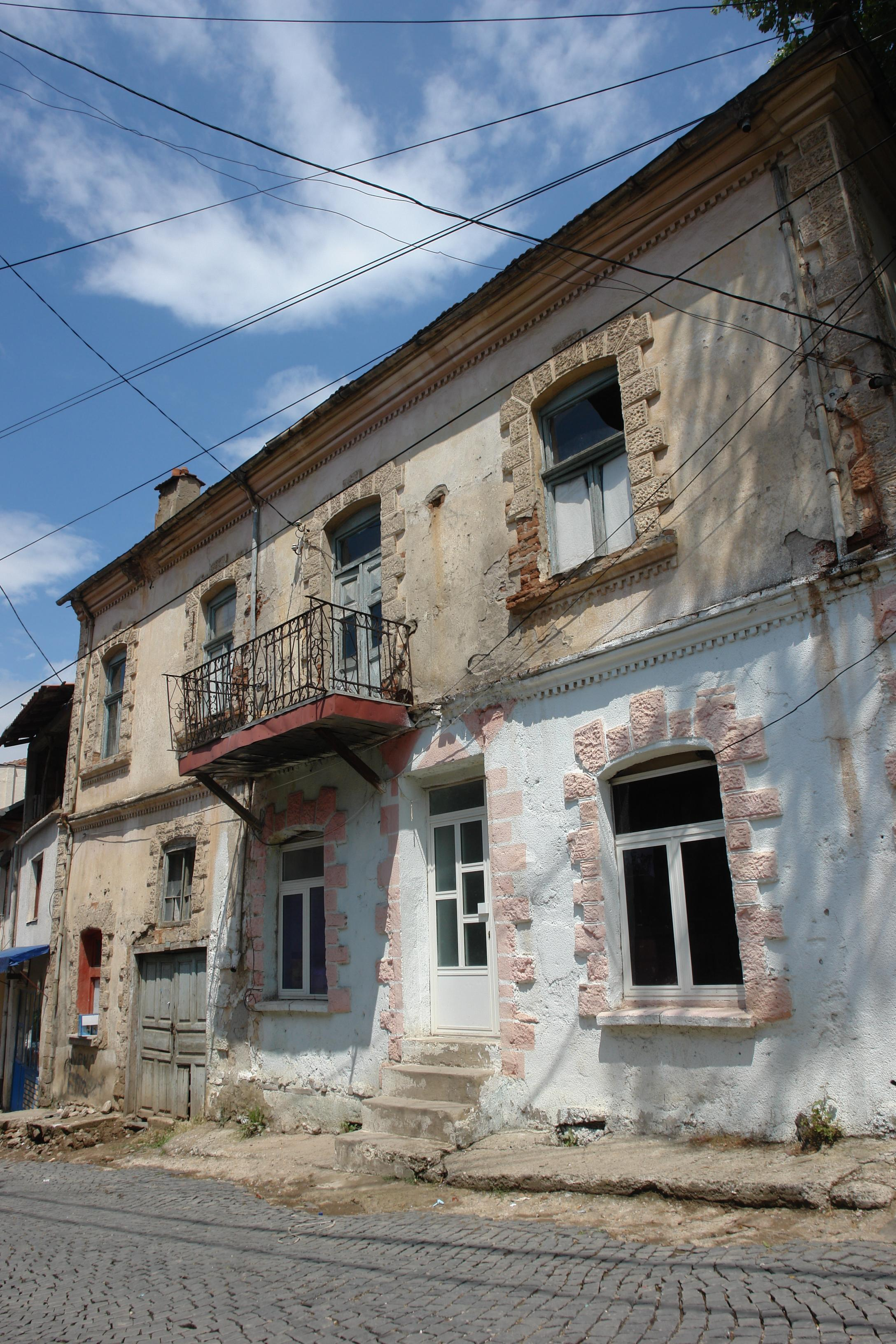
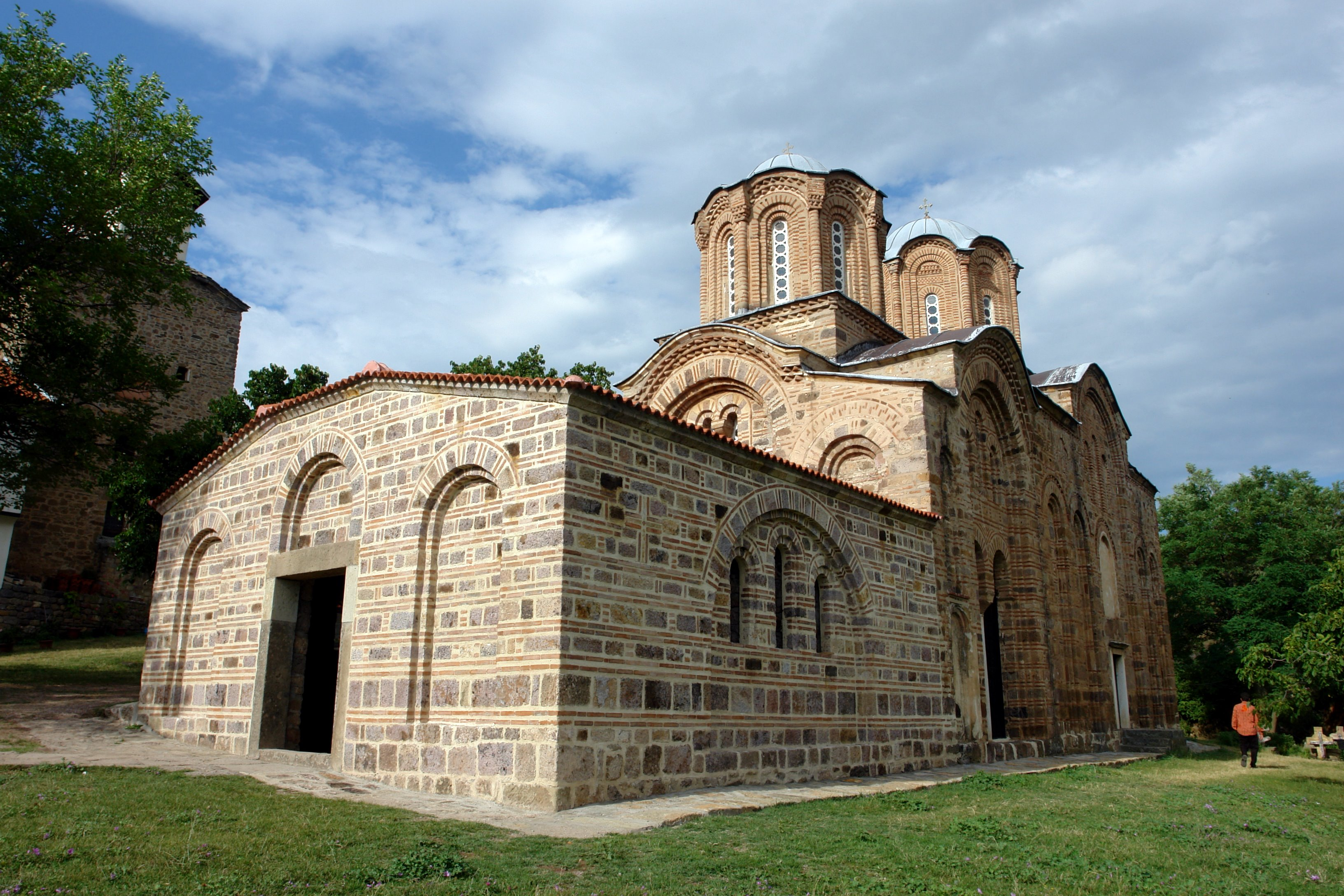